# FC Sioni Bolnisi
FC Sioni Bolnisi je gruzínský fotbalový klub z města Bolnisi. Založen v roce 1936. Od sezóny 1995/96 hraje nejvyšší gruzínskou soutěž, Umaglesi Ligu. Prvně ji vyhrál roce 2005/06, následně reprezentoval Gruzii v Lize mistrů 2006/07, kde v 1. předkole vyřadil ázerbájdžánský FK Baku, ve 2. předkole však vypadl s bulharským Levski Sofia. Zatím jde o jediný start Bolnisi v evropských pohárech, ačkoli v roce 1996 mu tato účast unikla jen těsně – v závěru ligy se dělil s WIT Georgia o 1. místo a mistra měl určit vzájemný rozhodující zápas. Ten Bolnisi prohrálo, nicméně i prohra mu zajišťovala účast v Poháru UEFA. Jenže v průběhu rozhodujícího utkání fanoušsci Bolnisi vnikli na plochu a prováděli výtržnosti, na základě čehož UEFA zakázala Bolnisi v následující sezóně v evropských pohárech startovat.